# Sagalassos
Sagalassos in greco Σαγαλασσός ? è un sito archeologico che si trova nella Turchia sud-occidentale a circa 110 kilometri a nord della città e porto turistico di Antalia (l'antica Attaleia) e a 30 kilometri da Burdur e Isparta. Le sue antiche rovine si trovano sul Monte Akdağ lungo la parte occidentale della catena del Tauro a un'altitudine di circa 1 450 - 1 700 metri. In epoca romana Sagalassos era rinomata come la prima città della Pisidia, una provincia romana che comprendeva il versante occidentale del Tauro.

## Storia
Le prime tracce di insediamento risalgono al XII millennio a.C., mentre nell'VIII millennio a.C. alcune tribù stanziali dedite all'agricoltura si insediarono lungo le rive del lago Burdur. La prima testimonianza scritta della presenza di Sagalassos si trova in alcune tavolette ittite risalenti al XIV secolo a.C., che menzionano la città di Salawassos posta nella medesima regione. Grazie all'influsso delle vicine civiltà di Lidia e Frigia, Sagalassos subì un importante impulso che la portò a diventare un importante centro cittadino della regione. Durante il dominio persiano, la città di Sagalassos era nota per la sua faziosità e per la sua intemperanza a sottostare al giogo straniero, e questa fama perdurò fino al 333 a.C. quando Alessandro Magno si scontrò con i suoi residenti recalcitranti ad essere parte del suo piano di conquista della Persia.

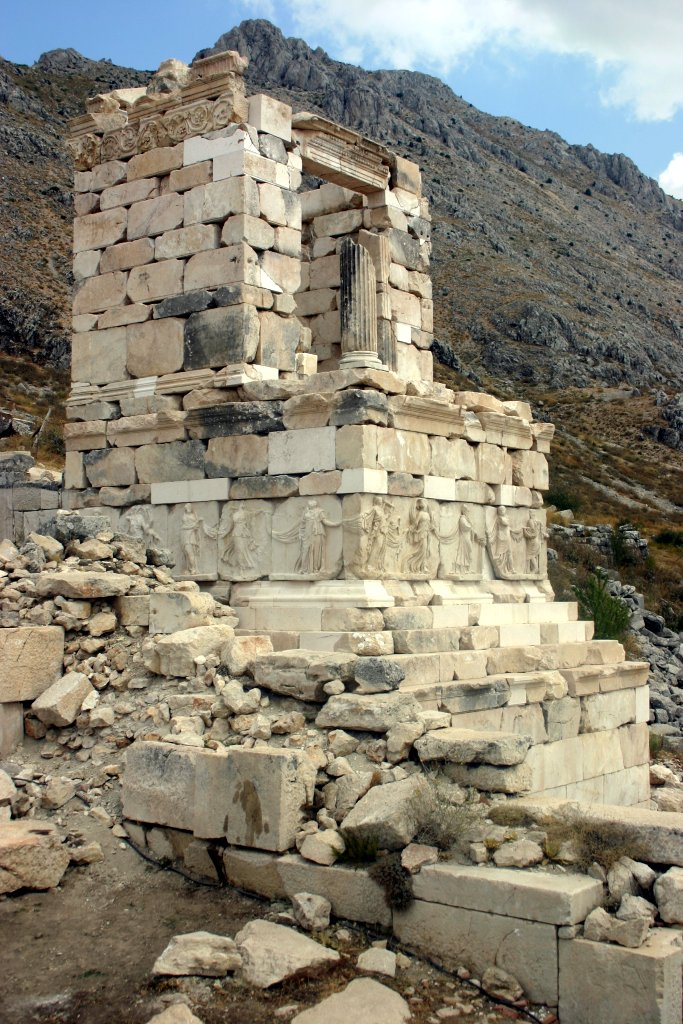
Foto dellHeroon posto nel settore nord-occidentale delle rovine

Dopo la morte di Alessandro Magno la regione della Pisidia fu oggetto di conquista tra i suoi diversi successori, per finire nelle mani di Antigono I Monoftalmo. In seguito essa passò sotto il regno di Lisimaco di Tracia, dei Seleucidi di Siria ed in ultimo degli Attalidi di Pergamon. Ritrovamenti archeologici testimoniano che la città aderì rapidamente alla cultura ellenistica. Dopo che gli Attalidi si sottomisero all'Impero Romano la Pisidia divenne parte della nuova provincia romana dell'Asia, e intorno al 100 a.C. alla provincia costiera della Cilicia, per poi tornare alla provincia dell'Asia a metà dello stesso I secolo a.C. Nel 39 a.C. Sagalassos venne assegnata al regno dell'alleato romano Aminta di Galazia che venne però assassinato nel 25 a.C., per cui l'Impero romano decise di formare una nuova provincia che comprendesse la Pisidia e il regno del re assassinato, dando vita alla provincia di Galazia.
Quando gli eserciti imperiali di Augusto imposero nella regione la pax romana essa durò per i secoli successivi trasformando la città di Sagalassos in un territorio florido e sicuro. Grazie al controllo su una vasta zona di terreno fertile che consentiva la produzione in surplus di grano ed olio, e la presenza di giacimenti di argilla rossa di ottima qualità, resero Sagalassos un importante centro di esportazione, trasformandola rapidamente nella più vasta metropoli della regione. La prosperità di Sagalassos continuò fino al 400 quando la città dovette fortificare le sue mura contro la minaccia delle tribù isauriche. Pur mantenendo una certa condizione di prosperità, la Sagalassos subì un duro colpo a causa di un terribile terremoto nel 518; la città venne ricostruita con un grande senso della monumentalità che tuttavia non ne arrestò il lento declino, aggravato da una terribile epidemia scoppiata tra il 541 ed il 542 che decimò circa metà della popolazione e diede un grosso colpo al culto cittadino legato ancora alla religione delle antiche divinità pagane. Intorno al VII secolo la città venne definitivamente abbandonata a causa di un ulteriore scossa tellurica, a cui si aggiunsero i numerosi raid delle popolazioni arabe.

## La riscoperta
Dal XIII secolo la città, oltre ad essere stata abbandonata dalla sua popolazione, sparì definitivamente da qualsiasi memoria scritta. Tuttavia l'erosione causata dal pascolo delle capre che ricoprì interamente la città nascondendone le costruzioni sotto massicci strati di terra e la difficoltà di raggiungerne la località, permisero alle rovine di conservarsi in ottimo stato e di non divenire oggetto di continue sottrazioni di materiale edile. La prima testimonianza scritta delle rovine della città risalgono al XVIII secolo, quando al termine dell'anno 1706 il viaggiatore francese Paul Lucas si unì a una carovana partita da Antalya per Isparta, vide le rovine della città che però confuse con i resti di alcune fortezze.
Soltanto nel 1824 il cappellano ed antiquario britannico Francis Vyvyan Jago Arundell decifrò il nome della città in un'antica iscrizione. Nel corso del secolo successivo le rovine di Sagalassos furono visitate da numerosi visitatori occidentali, come il conte polacco Karol Lanckoroński, che riscoprì le rovine di Pisidia. Quest'ultimo ebbe anche il merito di produrre la prima mappa archeologica del sito, che però non portò mai a termine. I numerosi scavi portati lungo le città costiere della regione non si espansero mai sufficientemente fino a raggiungere le alte catene montuose, facendo sì che i resti archeologici di Sagalassos restassero pressoché privi di studi approfonditi per lungo tempo, nonostante se ne conoscesse l'ubicazione. La prima missione di un certo livello risale al 1970 con lo scavo presso l'Heroon di età augustea, tuttavia il primo vero studio delle rovine di Sargalassos è del 1985 per opera di un'équipe mista britannica e belga che ha intrapreso una serie di scavi su larga scala.

## Gli scavi
Dal 1990 gli scavi sono supervisionati dall'archeologo Marc Waelkens dell'Università Cattolica di Lovanio; attualmente la città è stata quasi interamente riportata alla luce e quattro dei maggiori progetti di scavo sono stati ultimati. Tra le finalità del progetto c'è anche una serie di scavi d'ispezione nei quartieri popolari e in quelli industriali della città, oltre che uno studio geologico approfondito per la preservazione dell'intero sito.
Gli scavi hanno portato alla luce soprattutto le testimonianze relative alla vita della città nei secoli immediatamente successivi alla sua ellenizzazione dopo la conquista di Alessandro Magno. In questa fase l'architettura monumentale della ricostruzione viene piegata alle esigenze pratiche di una città ricca di commerci e attività produttive, come è testimoniato dal palazzo del mercato lungo l'angolo nord-orientale della Città alta. D'altronde l'assunzione di uno stile di vita tipicamente greco è testimoniata da costruzioni come il bouleuterion costruito intorno al I secolo a.C. a cui si aggiungono nello stesso periodo il tempio dorico e il fontanile, entrambi edificati secondo una logica sobria e funzionale. Sempre intorno al I secolo a.C. Sagalassos inizia a coniare le sue prime tetradracme d'argento e di bronzo, mentre l'artigianato locale si dedica alla produzione di vasellame in argilla rossa ad imitazione di produzioni più raffinate delle regioni circostanti.
Gli scavi hanno testimoniato anche un'importante fase di espansione urbanistica al momento dell'annessione all'interno dell'Impero romano; lo stile architettonico si sviluppa secondo i gusti di Augusto ma ci sono tracce anche di stili molto posteriori appartenenti al periodo della dinastia giulio-claudia. Da questo momento la città testimonia una rapida occidentalizzazione con l'introduzione dell'ordine corinzio su vasta scala. Risalgono a questo periodo numerose iscrizioni con la scritta Prima città della Pisidia. Amica e alleata di Roma. Le due piazze principali della città, l'Agorà bassa e quella alta, erano ornate di numerose statue e da una fine pavimentazione, così come le principali vie cittadine.

## Edifici principali

### Il ninfeo antonino

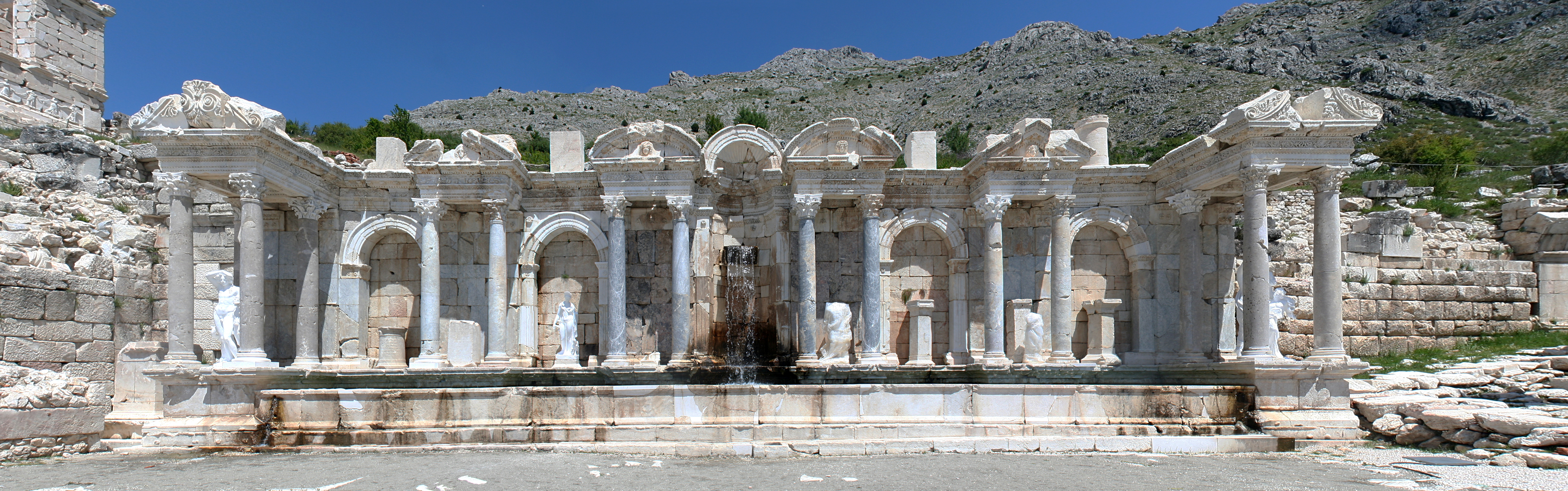
Il ninfeo antonino ricostruito per anastilosi

Gli scavi hanno restituito un magnifico ninfeo dell'età antonina media (ca. 160-180), consistente di una facciata ad un piano unico a forma di pi composto da una sezione centrale incorniciata da due edicole laterali sporgenti. La lunghezze dell'intera facciata era di circa 27 m, per una profondità massima di circa 4 m e un'altezza stimata di circa 7,80 m. Buona parte del ninfeo è stato ricostruito per anastilosi fra il 1998 e il 2010, con tanto di acqua corrente e repliche delle statue rinvenute, e rappresenta l'attrazione principale del sito archeologico.

### Il Fontanile Dorico
Il Fontanile è situato ad est dell'agorà superiore verso la via che porta al Teatro. L'edificio è stato parzialmente scavato nella roccia, ed è composto da tre portici che circondano un cortile pavimentato. La costruzione con pianta ad U si affaccia a sud est e misurava 10,90 metri x 7,33 ed era alta circa 4 metri. Lo stile della costruzione la fa risalire al periodo ellenistico.

### La Biblioteca Neon
I resti della Biblioteca Neon, a nord del fontanile, sono stati riportati alla luce tra il 1990 e il 1992. L'edificio misura 11,80 metri per 9,90, la parte meglio preservata della costruzione è il muro posteriore, costruito in mattoni e decorato con una facciata di pietra di circa 2,5 metri a sua volta decorata con nicchie contenenti piccole statue. La facciata è sormontata da un'iscrizione dove sono menzionati gli esponenti delle famiglie più importanti della città, compreso il fondatore della biblioteca stessa, Tito Flavio Severiano Neon, e permette di risalire alla costruzione della costruzione intorno al 120. La data di fondazione della biblioteca e il suo impianto generale testimoniano un probabile collegamento con la biblioteca di Celso ad Efeso.
Intorno alla seconda metà del IV secolo, molto probabilmente sotto il regno di Giuliano, la biblioteca venne decorata con una nuova pavimentazione a mosaico raffigurante la partenza di Achille per la guerra di Troia, purtroppo subito dopo l'intero edificio fu distrutto da un incendio, forse frutto di alcune sommosse urbane scoppiate in città in quel periodo.

### L'Heroon nord-occidentale
L'Heroon nella parte nord occidentale della città è situato nella parte superiore della piazza monumentale; una base in bugna con una scalinata, alta circa metri, sorregge l'Heroon vero e proprio. L'Heroon è stato restaurato e parzialmente ricostruito per anastilosi tra il 1998 e il 2009.

### Il teatro

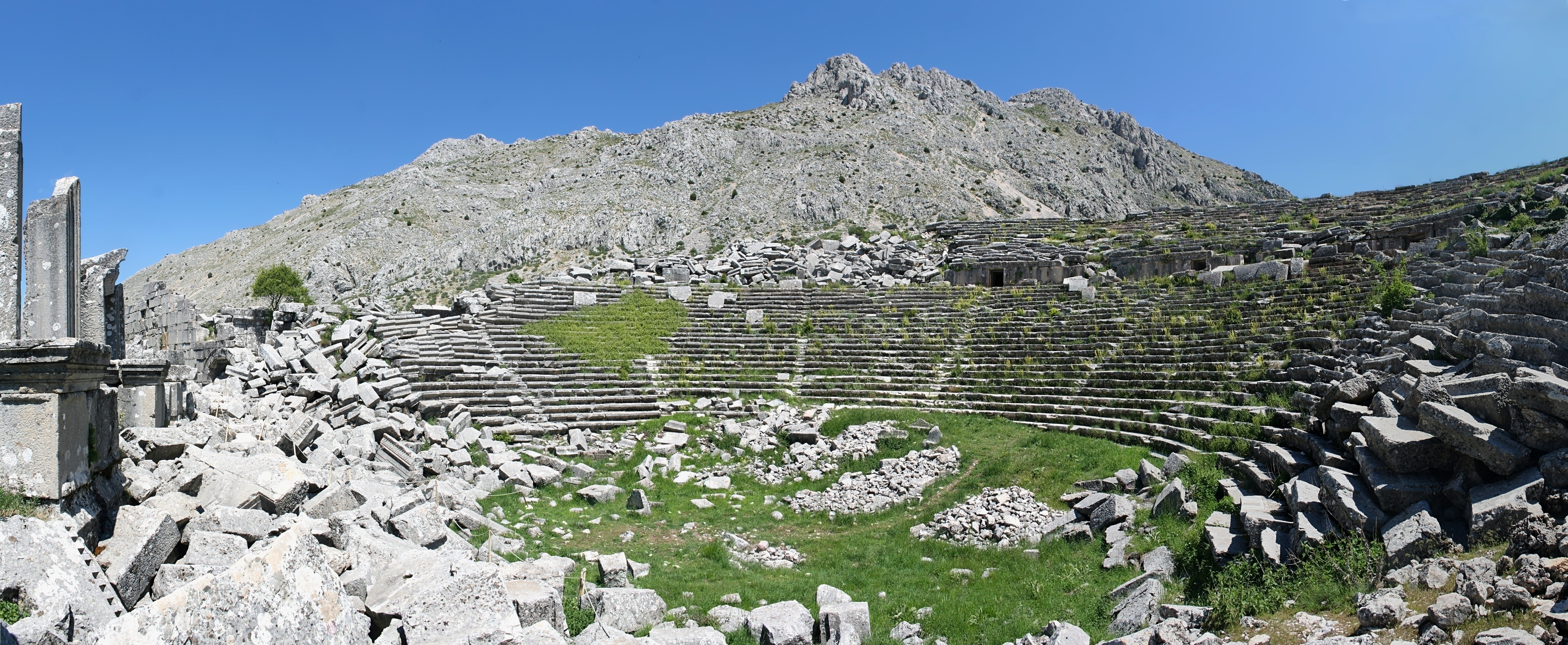
Il teatro

Uno degli edifici più monumentali di Sagalassos è il teatro, scavato parzialmente nella pendice rocciosa a nord-est dell'agorà, in posizione elevata. Le gradinate del teatro potevano accogliere fino a 9.000 spettatori. Fu completato fra il 180 e il 210, in stile ellenistico a ferro di cavallo e con la scena e la cavea non connesse tra loro. Sullo sfondo del teatro si staglia una collina dalla sommità appiattita, che è il luogo dove Alessandro Magno sconfisse gli abitanti di Sagalassos nel 333 a.C.. Si tratta di uno degli edifici meglio preservati del sito, nonostante i crolli provocati da terremoti.